# Cimbex quadrimaculatus
Cimbex quadrimaculatus är en stekelart som först beskrevs av Otto Friedrich Müller 1766.  Cimbex quadrimaculatus ingår i släktet Cimbex, och familjen klubbhornsteklar. Arten har ej påträffats i Sverige.